# 里氏黃魴鮄
里氏黃魴鮄，為輻鰭魚綱鮋形目牛尾魚亞目黃魴鮄科的其中一種，分布於西印度洋的斯里蘭卡海域，棲息深度260-732公尺，體長可達7公分，為底棲性魚類，屬肉食性。

## 擴展閱讀
維基物種上的相關：里氏黃魴鮄